# Hökarängen
Hökarängen est un quartier du district de Farsta à Stockholm en Suède,.

## Description
Hökarängen est un quartier de Söderort bordé par  les  quartiers  de Gubbängen, Sköndal, Farsta et Fagersjö.
Le Hökarängen moderne est apparu dans les années 1940 et le bâti est aujourd'hui constitué principalement par des zones résidentielles construites entre 1946 et 1954.
La population, qui s'élevait à 45 personnes en 1946, a augmenté pour atteindre un maximum de 16 000 personnes en 1952.
Le quartier a été l'un des premiers exemples des nombreuses nouvelles banlieues construites le long du métro de Stockholm dans les décennies qui ont suivi la Seconde Guerre mondiale, et le complexe central sans voiture conçu par David Helldén est devenu le ton pour la planification de nouvelles banlieues en Suède et pour l'architecture des logements sociaux d'après-guerre.

## Transports
À partir de 1947, la ligne de bus 75 desservait Hökarängen depuis Ringvägen environ toutes les 3 à 6 minutes. À partir du 1er octobre 1950, la ligne T18 du métro de Stockholm a commencé à desservir la station Hökarängen qui en fut le terminus jusqu'en 1958.

## Galerie

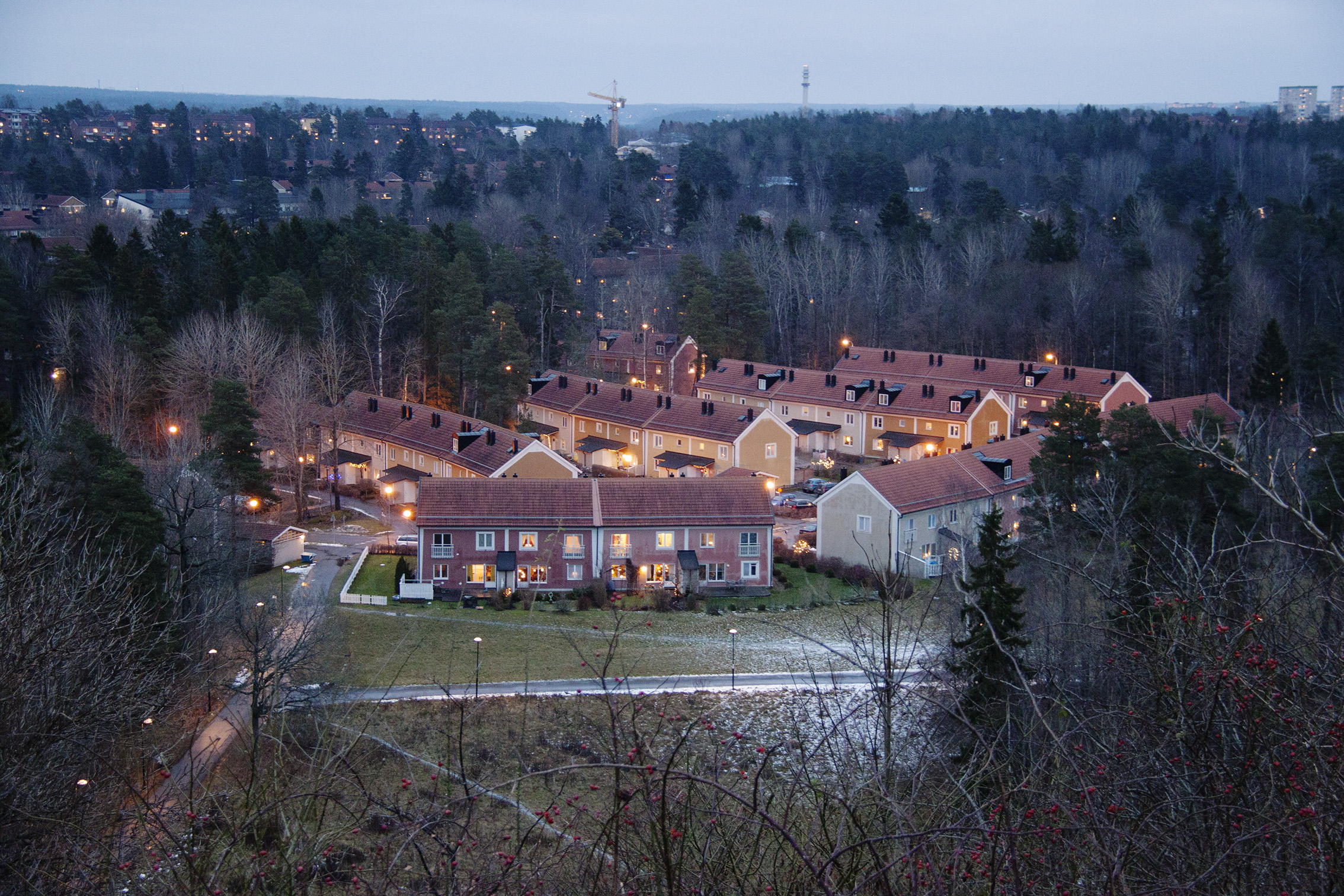
Budbararvagen.
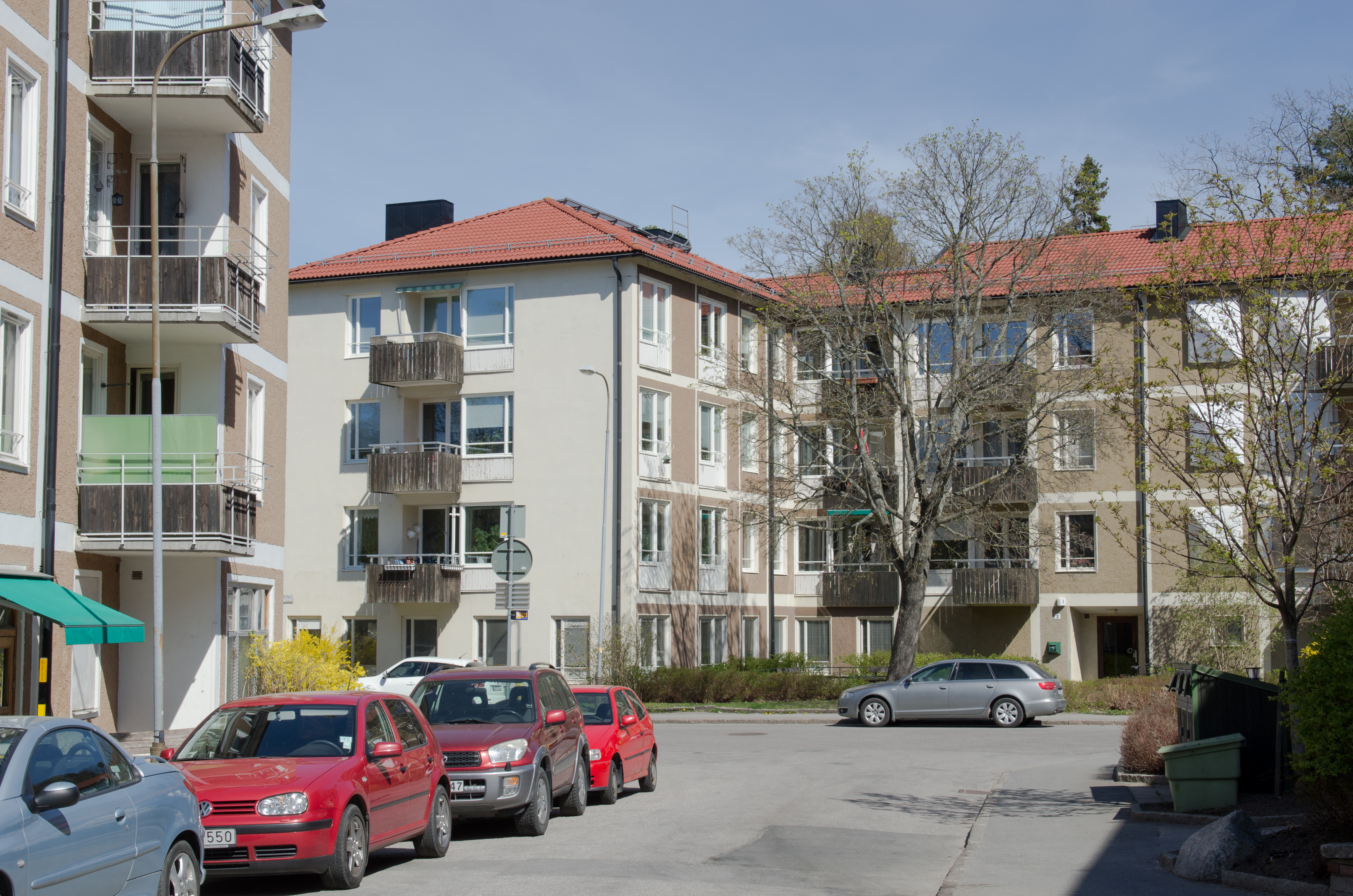
Tobaksområdet.
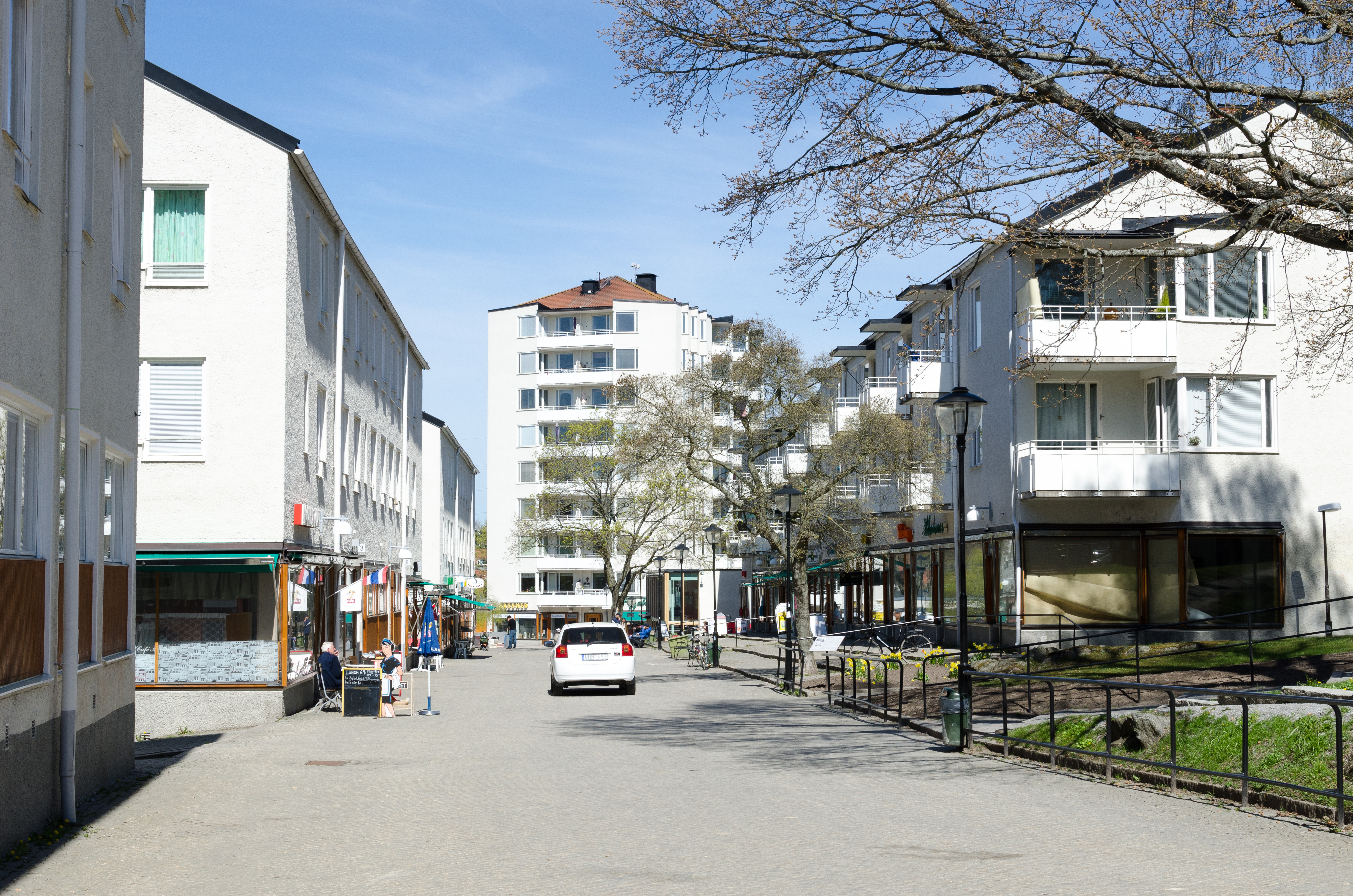
Centre.
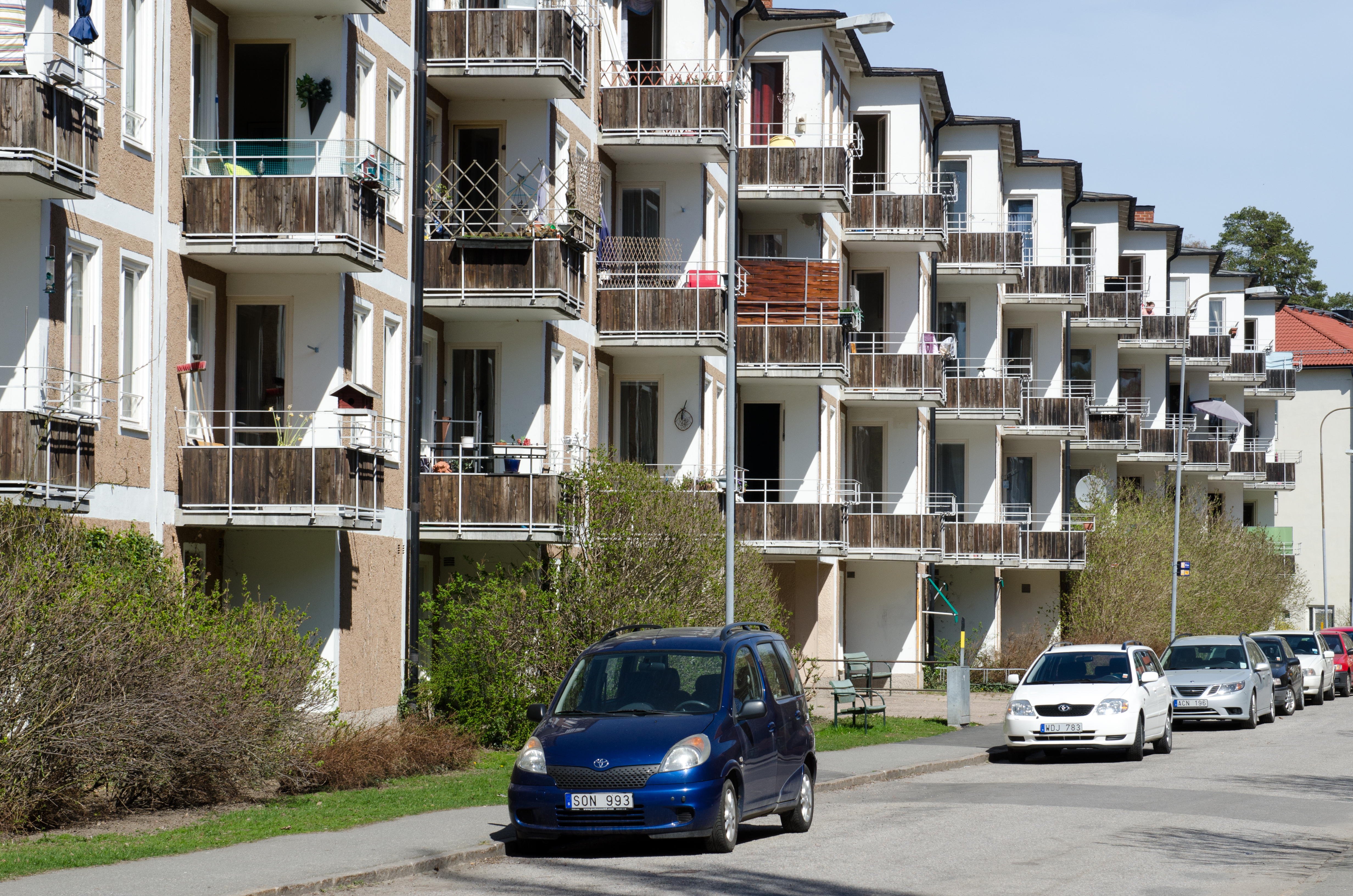
Sjöskumspipan 4.

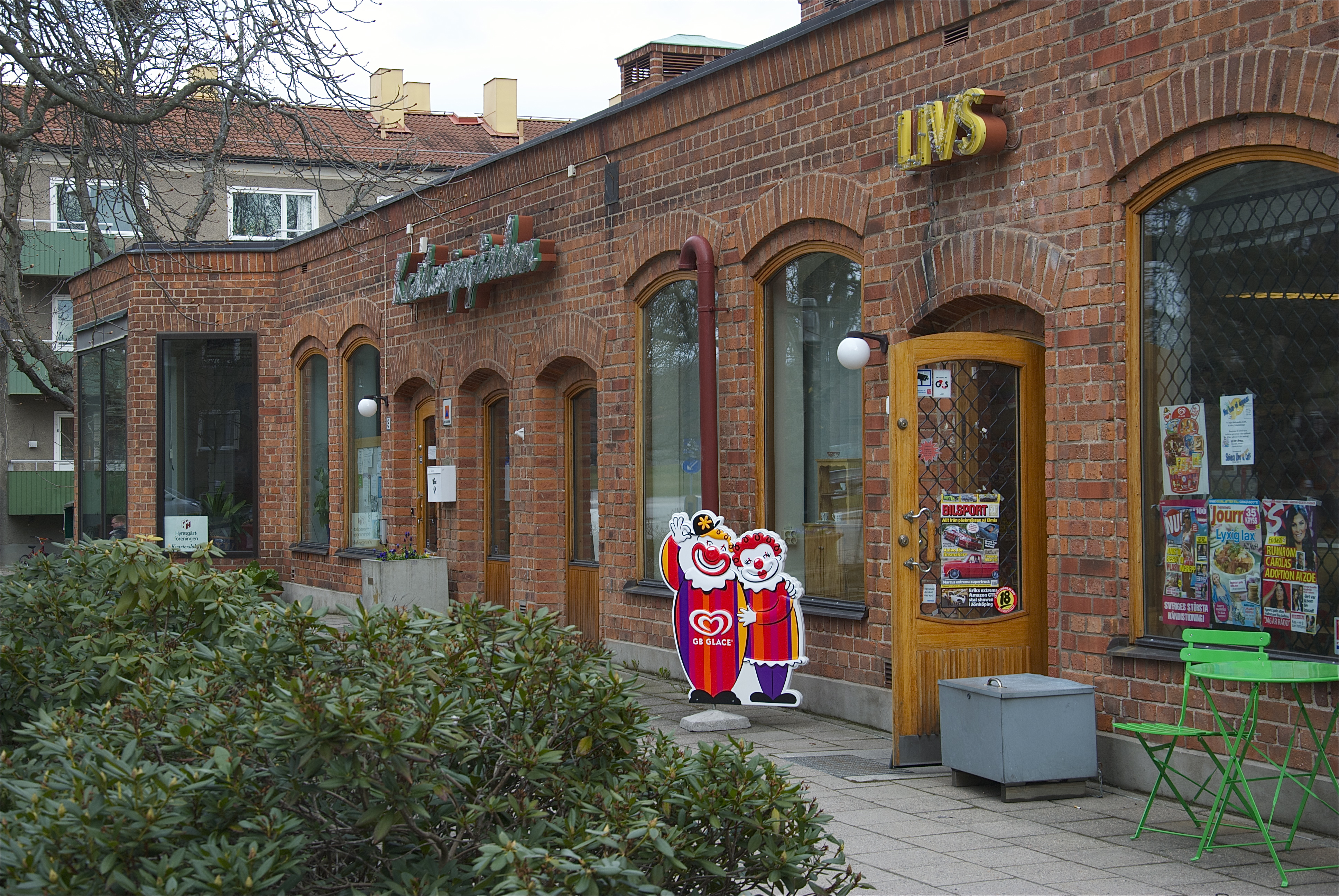
Kastanjegården.
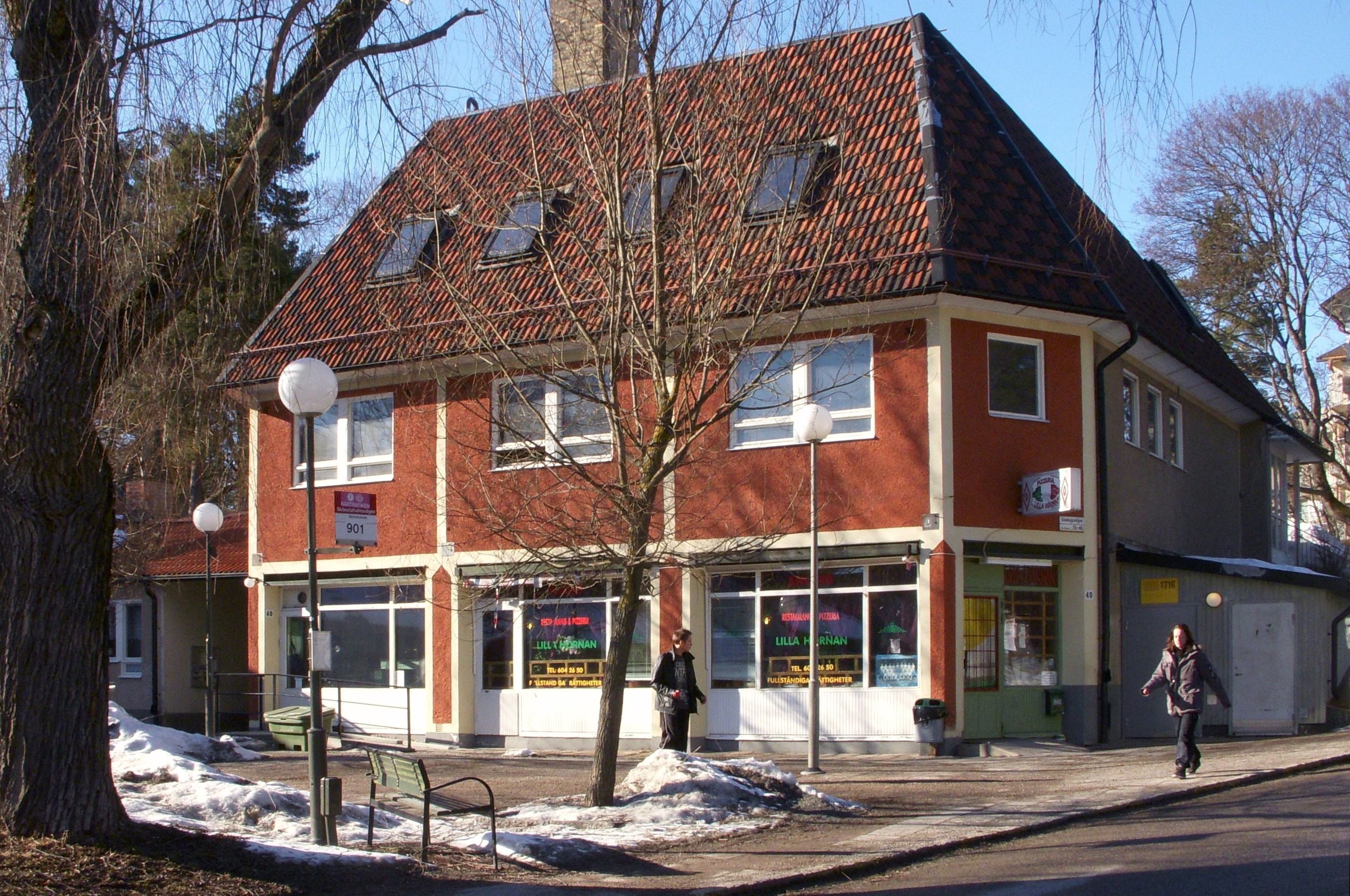
Skönstaholm.
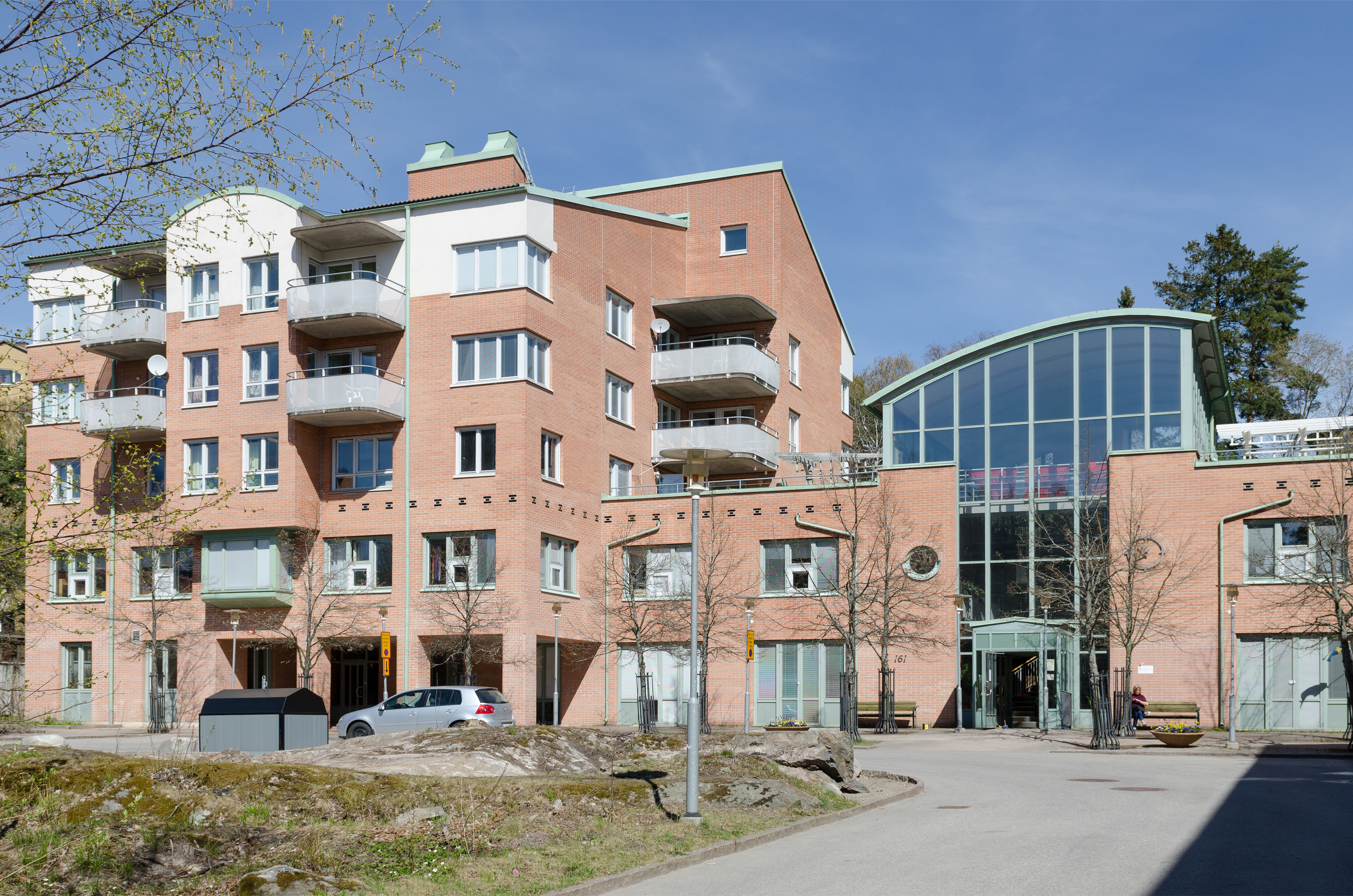
Kryddgården.
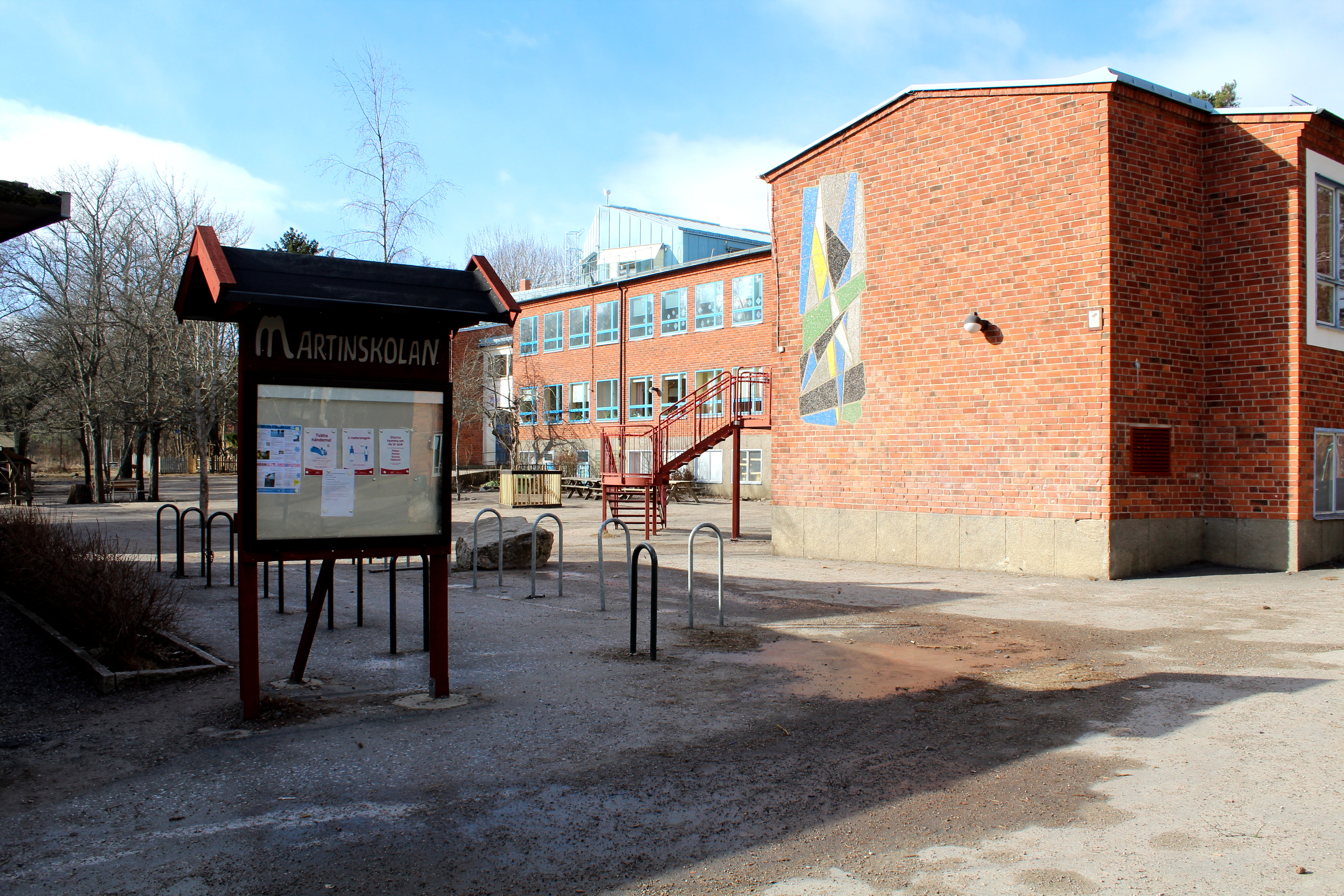
Martinskolan.